# Деменюк
Деменюк (кабард.-черк. Думэныкъуэпс) — река в республике Кабардино-Балкария. Протекает по территории Майского района. Устье реки находится в 424 км по левому берегу Терека, длина реки составляет 30 км.

## География
Река Деменюк образуется при слиянии речек Деменюк Первый и Деменюк Второй. У станицы Котляревская принимает свой главный приток, протоку реки Псыгансу — Ахсира.
Вдоль долины реки расположены населённые пункты — Котляревская, Майский и Лесное.

## Данные водного реестра
По данным государственного водного реестра России относится к Западно-Каспийскому бассейновому округу, водохозяйственный участок реки — Терек от впадения реки Урух до впадения реки Малка. Речной бассейн реки — Реки бассейна Каспийского моря междуречья Терека и Волги.
Код объекта в государственном водном реестре — 07020000412108200004096.